# 서울밤도깨비야시장
서울밤도깨비야시장은 서울특별시에서 주최하는 행사로 서울 밤도깨비 야시장에서는 핸드메이드 제품 판매, 푸드트럭 장터운영, 문화공연 등이 진행된다.

## 개요
도깨비 시장은 도매, 비밀 판매 등이 일어나는 비상설 시장 형태의 도떼기 시장에서 비롯되었다.
'서울밤도깨비야시장'은 밤이면 열렸다가 아침이면 사라지는 도깨비 같은 시장이라는 의미로 특정한 시간이 되면 새로운 공간, 새로운 장이 열린다는 콘셉트를 가지고 있다.

## 사진

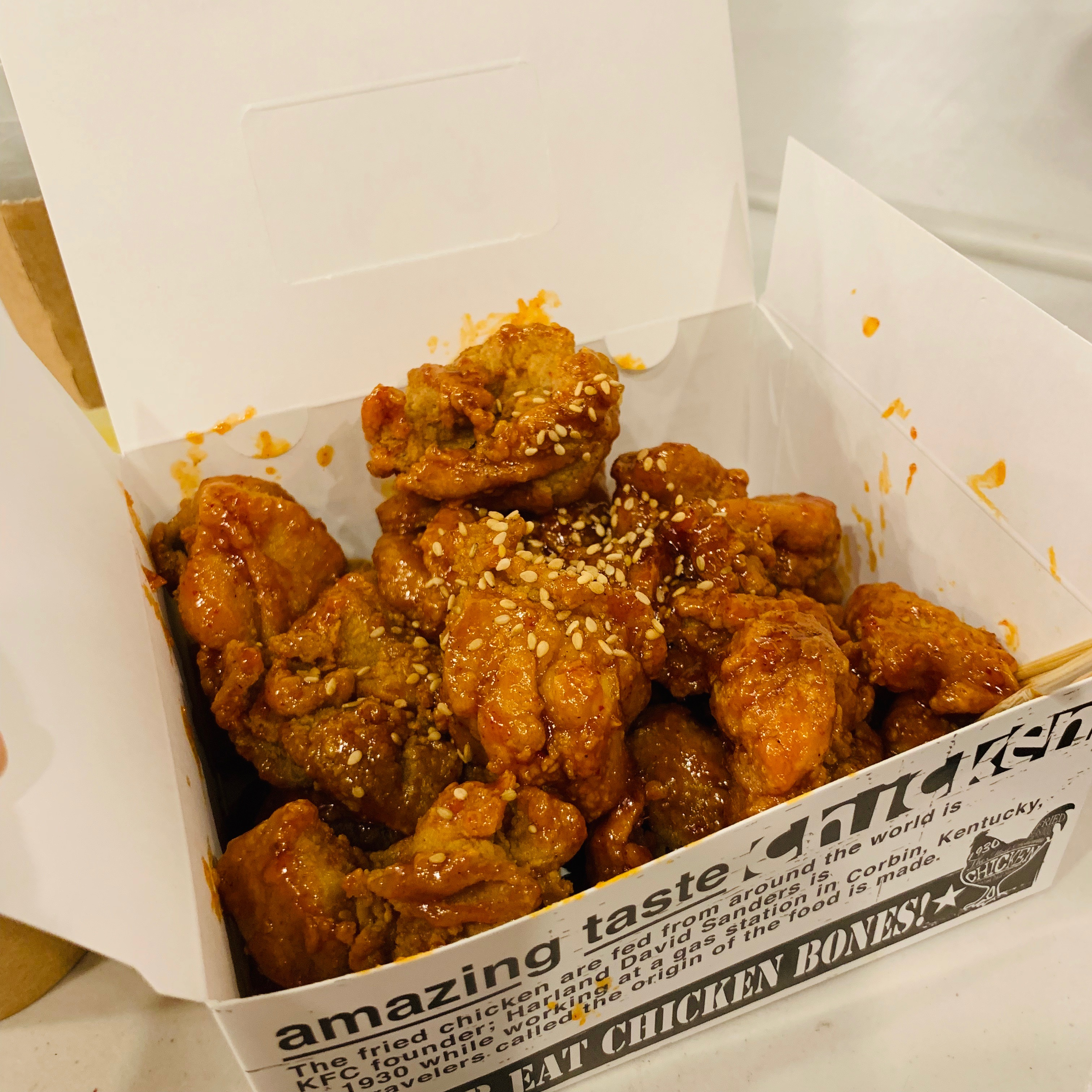
닭강정
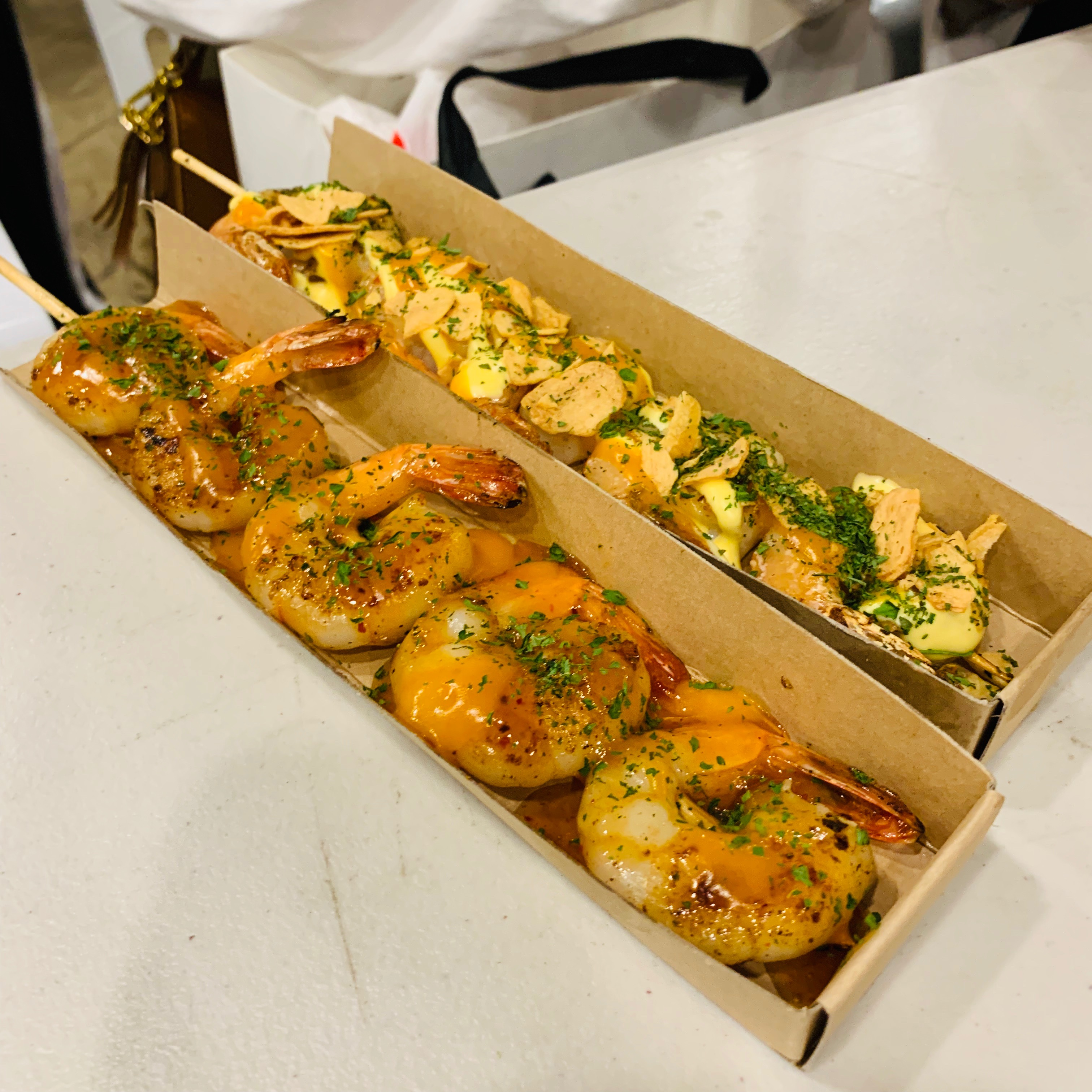
새우꼬치
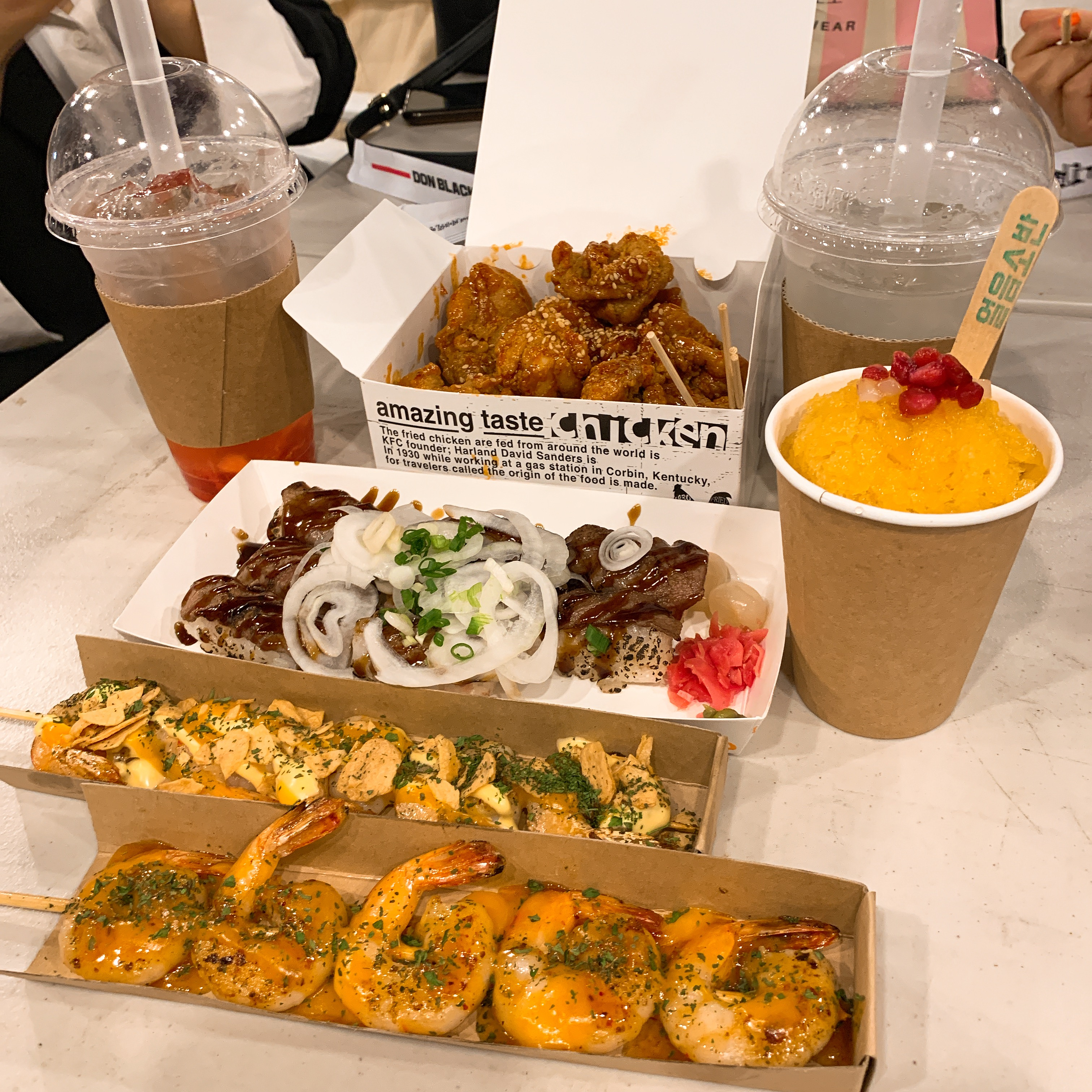
닭강정, 망고슬러쉬, 딸기에이드, 레몬에이드
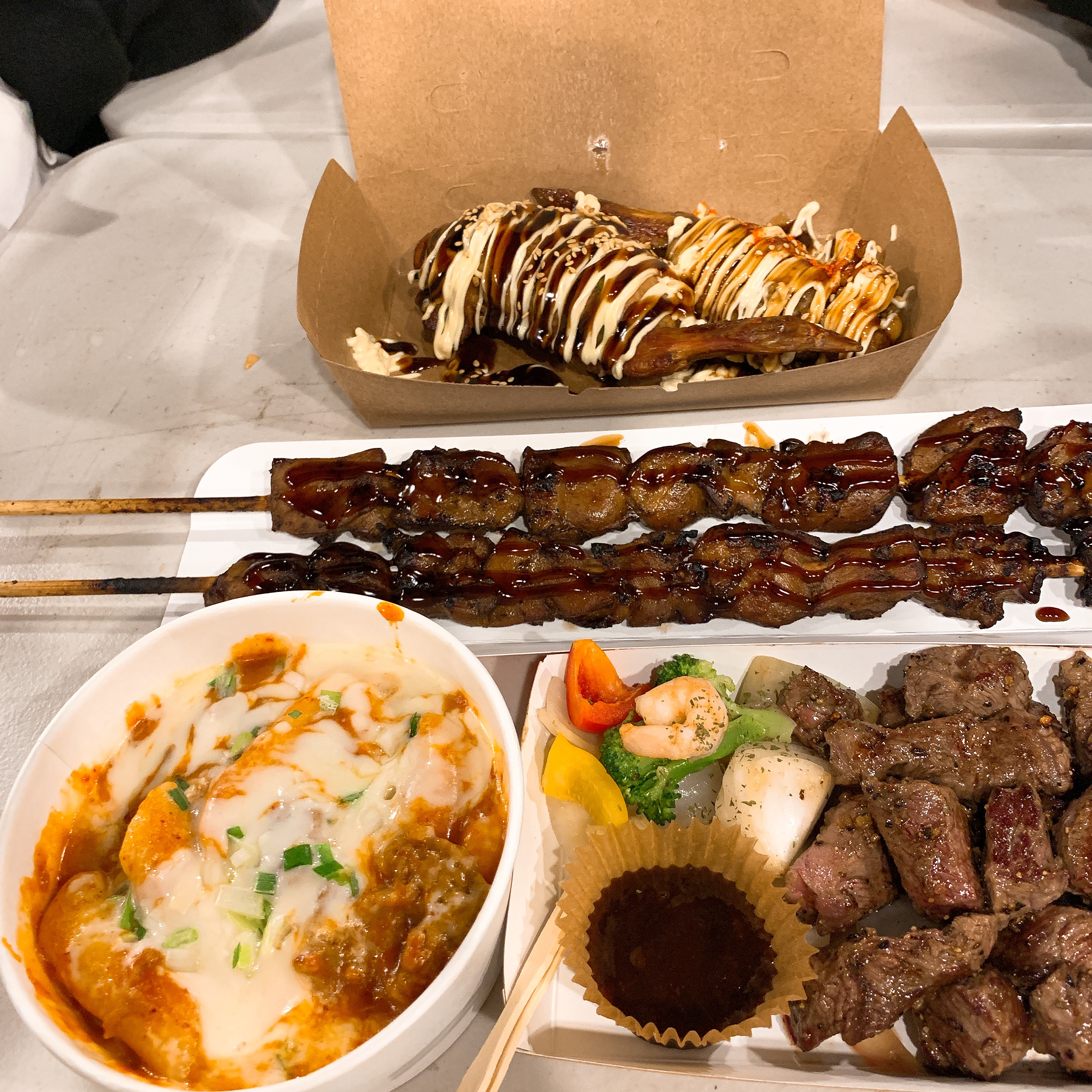
닭고기밥, 닭꼬치, 제육치즈 떡볶이, 큐브스테이크